# (6736) Marchare
(6736) Marchare ist ein Asteroid des Hauptgürtels, der am 1. März 1993 von dem japanischen Astronomen Takeshi Urata am Nihondaira-Observatorium (IAU-Code 385) in der Provinzhauptstadt Shizuoka der Präfektur Shizuoka auf der Insel Honshū entdeckt wurde.
Der Himmelskörper wurde am 9. Januar 2001 nach der fiktiven Figur des Märzhasen benannt, einer Gestalt aus  Lewis Carrolls Roman Alice im Wunderland (Alice's Adventures in Wonderland), der dort erstmals gemeinsam mit dem Hutmacher und der Haselmaus bei der „Teegesellschaft“ in Erscheinung tritt.
Der Asteroid gehört zur Nysa-Gruppe, einer nach (44) Nysa benannten Gruppe von Asteroiden (auch Hertha-Familie genannt, nach (135) Hertha).